# Der Feierabend oder Lohn des Fleißes

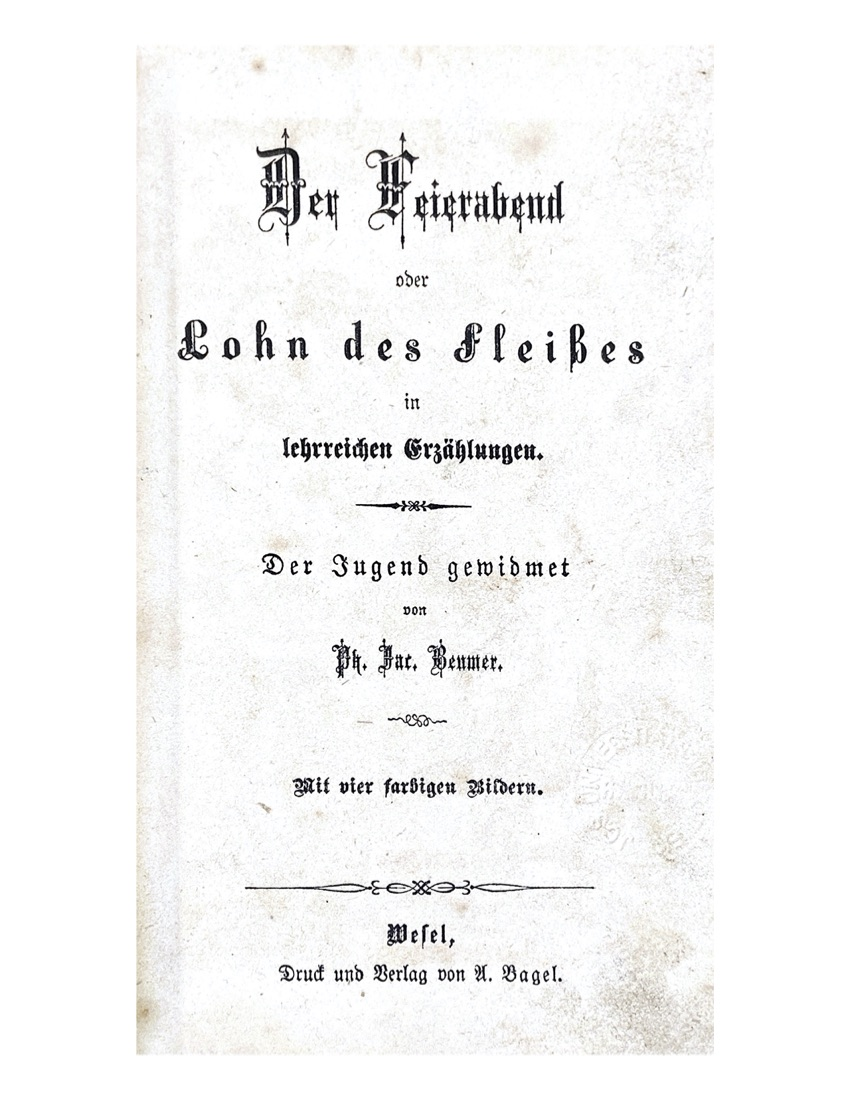
Titelseite des Buches

Der Feierabend oder Lohn des Fleißes (mit vier farbigen Bildern) ist ein Buch mit zwölf Erzählungen die ca. 1860 von Philipp Jacob Beumer veröffentlicht wurden.

## Von einem frommen Hirtenknaben (S. 3–12)

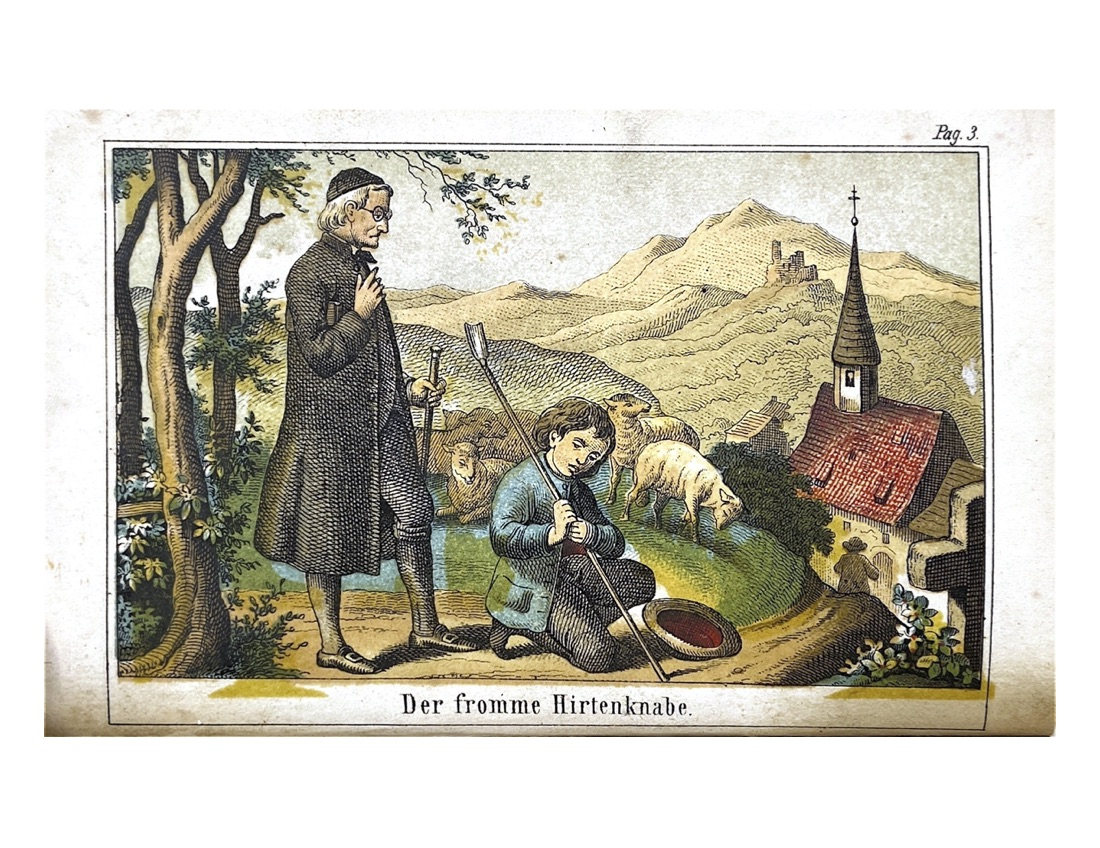
„Von einem frommen Hirtenknaben“ (farbiges Bild zur Erzählung)

Zu Beginn wird erklärt, dass sich die Geschichte in der Schweiz zuträgt. Ein Pfarrer namens Walter findet einen betenden Hirtenknaben, der das ABC aufsagt, weil er kein Gebet kennt. Der Hirtenknabe Rudi erzählt dem Pfarrer, dass er seine Eltern schon früh verloren hat und dass keiner seiner Verwandten ihn aufnehmen wollte. Somit fiel er der Gemeinde zur Last und wurde letztlich vom Bauern Kilian aufgenommen, der dafür vom Staat 50 Franken bekam. Rudi hütete von nun an die kleine Herde des Bauern, erkannte aber schnell, dass der Bauer seine Wirtschaft vernachlässigte und ein Trinker war. Demnach ist es äußerst verantwortungslos vom Gemeinderat, einer solchen Person ein Waisenkind anzuvertrauen. Rudi genoss keinerlei schulische oder religiöse Erziehung. Der Pfarrer Walter geht daraufhin zum wohlhabenden Bauern Melchthal. Seine Familie ist sehr religiös und fromm. Der Pfarrer zitiert aus Matthäus 18,5 : „Wer ein solches Kind aufnimmt, in meinem Namen, der nimmt mich auf!“. Durch den Appell des Pfarrers das arme Waisenkind aufzunehmen sehr bewegt, entschließt sich das Ehepaar Melchthal dies zu tun. Dies kann jedoch erst an Michaelis passieren, dem Gedenktag des Erzengels Michael am 29. September. An diesem Tag fordert der Bauer Kilian die Gemeinde auf ihm jährlich 60, statt 50 Franken für den Knaben zu zahlen. Melchthal tritt jedoch hervor und möchte den Knaben zu sich nehmen, ohne dafür Geld zu verlangen. Er möchte, dass die 50 Franken, die die Familie jährlich für den Knaben bekommen würde, bis zu seinem 14. Lebensjahr auf einem Sparbuch für ihn zurückgelegt werden. Familie Melchthal nimmt Rudi auf und der Bauer Kilian ist außer sich vor Wut. Rudi darf von nun an mit den Kindern der Melchthals zur Schule gehen und bekommt seine eigene, neue Kleidung. Es zeigt sich, dass Rudi sowohl in der Schule als auch im Haushalt ein sehr fleißiger und wissbegieriger Knabe ist. Als er mit der Schule fertig ist, beginnt er für Melchthals Landwirtschaft zu arbeiten. Einige Jahre später stirbt der Bauer Kilian an den Folgen seines starken Alkoholismus und seine unerzogenen Söhne könne den schlecht geführten Hof nicht länger halten, weshalb er zwangsversteigert wird. Melchthal kauft den Hof daraufhin für Rudi, weil er nicht möchte, dass der fleißige Knabe sein Leben lang ein Knecht bleibt. Er zahlt ihm sein Sparbuch und die Überschüsse seines Lohns ab dem 15. Lebensjahr aus, wodurch Rudi insgesamt 2000 Schweizer Franken erhält. Zuletzt verlobt sich Rudi noch mit der Küchenmagd der Melchthals.

## Von einer Schulmeisters-Tochter (S. 13–29)
Die Erzählung trägt sich in einem Städtchen in der Rheinprovinz zu. Der Lehrer Baumgarten ist in diesem Städtchen Lehrer aus Leidenschaft, der von den Kindern geliebt und verehrt wird. Der Lehrer hat mit seiner Frau eine 16-jährige Tochter namens Elise. Eines Tages wurde das Städtchen von einer Krankheit heimgesucht. Im Städtchen gab es kein Krankenhaus und viele ärmliche Leute konnten sich die Pflege nicht leisten, weshalb die Krankheit verheerende Folgen hatte. Elises Eltern starben beide durch die Krankheit. Der Bruder der Mutter, Meister Häuser, der von Beruf Schmied war, wohnte in einer abgelegenen Gegend im bergischen Land. Er beschließt mit seiner Frau, Elise zu sich zu holen. Er möchte, dass Elise seine beiden Töchter Anna und Gretchen zuhause unterrichtet, da der Weg zur Schule zu weit ist. Nach einer Weile bekommen die Nachbarn mit, dass Elise unterrichtet und schicken ihre Kinder auch zu ihr statt in die Schule. Eines Abends versucht ein Zigeuner-Knabe namens Martin, Essen von der Familie Häuser zu stehlen. Dabei wird er von Elises Onkel erwischt, der daraufhin mit dem Dieb zur Polizei gehen möchte. Elise jedoch bittet Martin mit ihnen zu Abend zu essen und zeigt ihm danach seinen Schlafplatz für die Nacht. Am nächsten Tag beginnt Martin sich in der Schmiede nützlich zu machen. Der Onkel ist begeistert von seinem Eifer und Martin wird sein Lehrling und zusätzlich ein fleißiger Schüler von Elise. Martin berichtet, dass er von den Zigeunern verschleppt, zum Stehlen gezwungen und geschlagen wurde. Nach einiger Zeit beschwert sich der Dorflehrer beim Schulinspektor. Seine Einnahmen sinken, da Elisa beinahe alle Schüler unterrichtet. Der Schulinspektor fordert Elise auf eine Ausbildung zur Lehrerin zu machen, wenn sie weiter unterrichten möchte. Dies tut Elise, besteht ihre Prüfungen und wird Lehrerin an einer Mädchenschule. Dafür muss sie jedoch aus dem Haus des Onkels ausziehen, was nach einem tränenreichen Abschied auch geschieht. Martin geht zwei Jahre lang auf Wanderschaft, um noch mehr vom Handwerk zu lernen. Auf dieser Wanderschaft erkennt Martin die Zigeuner-Anführerin, welche verhört wird und daraufhin erklärt, woher Martin wirklich kommt. Martin reist in das Dorf, aus dem er kommt und lernt dort seinen Bruder kennen. Seine Eltern sind bereits einige Jahre zuvor verstorben. Am Ende der Geschichte kehrt Martin zurück, heiratet die älteste Tochter der Häusers und macht aus der Schmiede eine Werkstatt, in der Gesellen arbeiten.

## Von einem entschlossenen Arzte (S. 29–34)
Die Erzählung beginnt mit dem Hinweis darauf, dass ein Arzt mutig und seinen eigenen Entscheidungen bewusst sein sollte. Damit wird auf Johann Friedrich Weiße angespielt, welcher Wundarzt vom König August ist. König August beklagt sich schon seit längerem über Schmerzen an seinem Zeh. Um dem König von seinen Schmerzen zu befreien, möchte Doktor Weiße einen Eingriff durchführen. Die anderen Leibärzte des Königs August stimmen gegen solch eine Operation. Diese Entscheidung ändert nicht die Meinung von Weiße, was dazu führt, dass er dem König mit Hilfe des teuren Kammerdieners heimlich ein Schlafpulver verabreicht. Als der König in einen tiefen Schlaf versetzt wird, schneidet Weiße ihm den Zeh ab. Sobald der König aufwacht ist dieser außer sich und will sofort wissen wer für diese Tat verantwortlich ist. Selbstsicher erzählt ihm Weiße von seinem Vorgang. Daraufhin schickt der König sofort einen Boten los, der den berühmten Arzt Betit um Rat fragen soll in dieser Angelegenheit. In der Zwischenzeit fragt der König seinen Wundarzt, ob es nicht eine andere Möglichkeit als einen Eingriff gegeben hätte. Dieser ist sich seiner Tat bewusst und verneint daraufhin die Frage des Königs. Zwölf Tage nach dem Eingriff, wird dem berühmten Doktor Betit und den anderen Leibärzten der operierte Fuß ohne Verband gezeigt. Zur großen Verwunderung sind alle erstaunt von dem guten Zustand des Fußes und vor allem der König ist seinem Wundarzt Weiße sehr dankbar.

## Alte Feindschaft und junge Freundschaft (S. 34–61)
Die Erzählung handelt von Herrn Bellmann, welcher Müller ist und im Reffeltal eine großartige Mühle vererbt bekommen hat. Jedoch ist er damit nicht zufrieden, da er sich mit seinen Nachbarn nicht gut versteht, vor allem mit Herrn Straßer, mit dem er immer wieder in Diskussionen gerät. Im Jahr 1848 endet die sogenannte Jagdgerechtsamkeit in dem Örtchen. Was dazu führt, dass Herr Straßer im U…Bach fischen will. Jedoch grenzt dieser Bach an den Grundstücken von Bellmann und Straßer. Dieses Problem führt zu einem Streit mit vielen Anklagen, welche immer heftiger wurden, dass sie zu einer Feindschaft beider Nachbarn führt. Beide Männer haben Kinder. Herr Straßer hat einen Sohn namens Friedrich und eine Tochter, welche Marie heißt. Herr Bellmann hat einen Sohn, welcher Heinrich genannt wird. Alle drei Kinder pflegen eine gute Freundschaft. Die Kinder ignorieren die Feindschaft ihrer Eltern und sehen keinen Sinn dahinter ihre gute Freundschaft aufzugeben und pflegen weiter den Kontakt miteinander. Herr Bellmann leidet finanziell stark unter der Feindschaft mit seinem Nachbarn, da Herr Straßer eine große Verwandtschaft auf seiner Seite hat, die nicht mehr beim Müller mahlen lässt. Herr Bellmann fängt in seiner unglücklichen Lage an zu trinken und als er eines Nachts betrunken nach Hause kommt, beschimpft er seinen Sohn, da dieser noch Kontakt mit den Kindern seines Feindes hat. Der Sohn lässt sich die Vorwürfe nicht gefallen und gibt seinem Vater unrecht. Was dazu führt, dass der Vater aus lauter Empörung seinen Sohn aus dem Haus schmeißt. Heinrich begibt sich daraufhin sofort auf den Weg zum Förster Waldmeister in sein Jägerhaus. Der Förster lässt Heinrich bei ihm schlafen und ist empört über das Verhalten vom Vater. Am nächsten Morgen erhält Heinrich einen Empfehlungsbrief des Försters, damit er bei dem guten Freund Oberbach, den Rentmeister Thalheim, Arbeit finden kann. Nachdem Heinrich bei Herrn Thalheim angekommen ist, ist er beeindruckt von den Anlagen des Rentmeisters. Durch das langjährige Wissen und das Bestehen verschiedener Tests, bekommt Heinrich die Stelle als Aufseher der Mahl- und Schälmühle. In der Zwischenzeit geht es Herrn Bellmann gesundheitlich immer schlechter. Er erhält immer weniger Einnahmen und geriet in einen immer heftigeren Streit mit Herrn Straßer. Der Waldmeister besucht den kranken Herrn Bellmann, welcher sich mittlerweile eingesteht, dass sein Sohn recht hatte. Heinrich, welcher einen Brief über den Zustand seines Vaters vom Förster erhält, eilt nach zwei Jahren das erste Mal wieder nach Hause. Zwei Tage vor dem Tod des Müllers waren seine Worte, dass Heinrich ihm bitte vergeben soll. Heinrich kündigt nach dem Tod des Vaters seinen Job und nimmt das verkümmerte Erbe von diesem an und bezahlt die Reparaturen der Mühle mit seinem hart verdienten Geld. Es kommen leider nur wenige Käufer, große Bauern fallen aus und die Feindschaft des Vaters mit dem Nachbarn überträgt sich auf Heinrich. Es wird immer schwieriger für den neuen Müller, da er immer mehr Rechnungen erhält und nicht in der Lage ist diese zu bezahlen. Zur gleichen Zeit kommt eine arme Witwe, welche kein Heimatsrecht besitzt und deshalb ausgewiesen wurde, bei dem Grundstück von Straßers vorbei. Sie bittet Marie um etwas Nahrung für ihr Kind, welches sie bei sich trägt. Marie erfüllt sofort diesen Wunsch und als sie der Witwe und deren Kind eine warme Suppe bringen will, erblickt sie draußen bloß ihren Vater, welcher die Frau und das Kind in der Zwischenzeit vertrieben hat, da er keine Bettler auf dem Hof duldet. Marie ist nach diesen Worten so sauer auf ihren Vater, dass sie ihn verlässt, um die arme Frau aufzusuchen. Sie läuft zu dem Haus des verstorbenen Müllers. Dort entdeckt sie die Witwe mit ihrem Kind, die in dem Moment von Heinrich eine Suppe gekocht bekommt. Marie findet es ungerecht, dass jemand so reiches wie ihr Vater nicht helfen will, aber jemand armes wie Heinrich schon. Der alte Straßer merkt, dass er seiner Tochter unrecht getan hat und schlägt vor, dass sie ihre Tante besuchen kann. Nachdem sich Marie stundenlang mit ihrer vertrauten Tante unterhalten hat, tritt bei ihr ein ungutes Gefühl ein. In dieser Nacht beschließt sie noch nach Hause zu kehren. Der Knecht der Tante bringt Marie bis zum Weinhaus im Kirchhof, wo sie plötzlich auf Heinrich trifft. Heinrich erklärt, dass er sich auf dem Kirchhof befindet, um zu beten, da er seinen Hof höchstwahrscheinlich verkaufen muss aufgrund der wenig Einnahmen. Marie spricht Heinrich gut zu und beide unterhalten sich lange auf ihrem Heimweg. Heinrich verspricht Marie erstmal den Hof zu behalten. Zwei Tage später geschieht ein großer Raub und Herr Straßer erzählt seiner Tochter, dass bekannt gemacht wurde, dass Heinrich der Anführer der Bande war und jetzt erwischt wurde. Marie ist sich ziemlich sehr, dass Heinrich diese Tat nicht begangen hat. Ihr Vater jedoch rückt ihn weiter in ein schlechtes Licht, da er die Vergangenheit mit dem verstorbenen Müller nicht ruhen lassen kann. Der Wirt, bei welchem eingebrochen wurde, behauptet, dass er den Müller erkannt hat und dieser in Begleitung eines Zigeuners gewesen ist. Daraufhin erzählt Marie ihrem Vater von der Nacht, als sie Heinrich am Kirchhof getroffen hat, um damit seine Unschuld zu beweisen, denn dies war ebenfalls die Nacht des Einbruchs beim Wirt. Marie meldet sich als Zeugin bei der Richterin, damit Heinrich nicht unschuldig verurteilt wird, obwohl der Vater drohte, sie zu verstoßen, wenn sie dies macht. Marie fährt daraufhin zu ihrer Tante, da ihr Vater aus Frust Zuhause mit dem Trinken anfängt. Am darauffolgenden Tag wird Heinrich frei gelassen. Der Zorn des Herrn Straßer wird nur noch schlimmer, sodass er mit seiner Tochter keinen Kontakt mehr haben will. Die Bewohner der Stadt verurteilten Marie nicht, wie der Vater vermutet hatte, sondern bewundern ihre ehrliche Tat. Alle empfinden den Verstoß des Vaters als ungerecht und fangen an sie und vor allem Heinrich zu unterstützen. Der Schwager von Straßer bietet sogar Heinrich an die ganzen Schulden zu zahlen. Heinrich nimmt das Angebot an. Die Mühle fängt an sich im vollen Gang zu bewegen und zu arbeiten. Straßer hatte mittlerweile nicht nur die Nachbarn, sondern auch die Verwandtschaft gegen sich. Heinrich besucht Marie bei ihrer Tante, welche mittlerweile eine Mutterrolle für sie eingenommen hat, um ihr seine Dankbarkeit zu zusprechen. Die Tante heißt Heinrich bei ihr für immer sehr willkommen. Heinrichs Geschäft läuft von Tag zu Tag besser. Als er dies der Tante mitteilt, weist sie darauf hin, dass ihm nur noch eine Müllerin fehlt und deutet damit auf Marie. Marie ist einverstanden mit dem Vorschlag. Jedoch muss Heinrich noch ihren Vater nach dem Einverständnis fragen. Dieser antwortet nur, dass er keine Tochter mehr habe. Marie und Heinrich heiraten und Heinrich erweitert sogar sein Geschäft. Nach sechs Jahren haben Marie und Heinrich eine Tochter und einen Sohn bekommen. Eines Tages bringt die Tochter ihrem Großvater auf Wunsch ihrer Mutter Marie einen Blumenstrauß vorbei. Der alte Herr Straßer freut sich sehr über den Besuch seiner Enkelin und fängt an wieder aufzublühen.

## Geschichte eines Mannes, welcher lernte, warum er in der Welt war (S. 61–75)
In dieser Erzählung geht es um das 16-jährige, ungläubige Waisenkind Bertram. Eines Abends macht er sich auf den Weg, um ein Nachtlager zu finden. Auf der Suche begegnet er dem alten, blinden Leonhard aus Diesburg, der hilflos durch die Gegend irrt. Bertram bietet dem alten Mann an, ihn von nun an zu führen, Leonhard möchte den Knaben im Gegenzug religiös erziehen. Die beiden kehren gemeinsam in das Dorf zurück, aus welchem Bertram eben gekommen ist und treffen dort auf den alten Paul. Mit diesem setzen sich die beiden zusammen und Leonhard erzählt, wie er erfahren hat, warum er in der Welt ist. Leonhard ist der Sohn eines Schneiders, dessen Mutter bereits sehr früh starb. Zuvor brachte sie ihrem Sohn jedoch das Christentum nahe, wodurch er zu einem religiösen Knaben heranwuchs. Nach dem Tod seiner Mutter wurde Leonhard krank, weshalb er lange Zeit das Bett hüten musste. Sein Vater heiratete eine sehr fiese, aber reiche Frau, die Leonhard schikaniert. Der Bruder der verstorbenen Mutter spricht dem Jungen Mut zu und nimmt ihn bei sich auf. Dort angekommen wird Leonhard bald wieder gesund und erlernt das Schuhmacherhandwerk von seinem Onkel. Bald darauf stirbt Leonhards Vater und die besagte Stiefmutter verheiratet sich neu. Von ihrem neuen Ehemann wird sie jedoch misshandelt, woraufhin sie Hilfe bei Leonhard sucht und ihr früheres Verhalten ihm gegenüber sehr bedauert. Leonhard nimmt seine Stiefmutter zu sich, diese stirbt nach drei Jahren. Zudem heiratet Leonhard eine fromme Frau und bekommt fünf Kinder mit ihr. Leonhard erklärt Paul und Bertram, dass er dadurch herausgefunden hat, dass er in der Welt ist, um denen Gutes zu tun, die ihm Übles getan haben. Sein ältester Sohn lernt sein Handwerk, geht nach seiner Ausbildung auf Wanderschaft, kehrt von dieser jedoch nie zurück. Die mittleren drei Kinder und seine Frau sterben an Dysenterie, wodurch Leonhard alleine mit seiner jüngsten Tochter zurückbleibt. Er erkrankte am Grauen Star und erblindet. Dadurch konnte er nicht mehr arbeiten und verlor letztlich sein gesamtes Hab und Gut. Seine Tochter musste er ins Heim geben. In den darauffolgenden Jahren lebt Leonhard als Bettler und macht es sich zur Aufgabe bettelnde Kinder zu erziehen und ihnen somit die Chance zu geben beruflich Fuß zu fassen. Somit sollen die Kinder Geld verdienen und ein gutes Leben führen können. Erneut stellt er fest, dass seine Existenz einen Sinn hat. Nachdem Leonhard seine Lebensgeschichte erzählt hat, bietet Paul dem alten Mann und Bertram ein Zimmer an. Nach einigen Jahren taucht Leonhards verlorener Sohn Jakob auf, der vor langer Zeit auf Wanderschaft gegangen ist. Er erklärt seinem Vater, dass er verschleppt wurde, in Indien seine Freiheit fand und dort eine reiche Frau heiratete, mit welcher er heute in Amsterdam lebt. Jakob kauft seinem Vater und Bertram ein Haus in Diesburg. Bertram darf von nun an zur Schule gehen und Leonhards Tochter führt den Haushalt. Durch den neu erlangten Reichtum können Leonhards Augen operiert werden, wodurch er sein Augenlicht zurückerlangt. Er eröffnet kurze Zeit später eine Spinnerei. Nachdem Paul seinen Hof verkaufen muss, kauft Leonhard ihm einen neuen in Diesburg und die beiden alten Männer verbringen sehr viel Zeit miteinander. Nach Leonhards Tod erbt Bertram seine Spinnerei und sein gesamtes Hab und Gut.

## Die Zeitlose (S. 76–78)
Ein Junge namens Edwin macht einen Spaziergang mit seinem Lehrer während des Sonnenuntergangs. Beide betrachten und unterhalten sich über die Landschaft und die Natur. Als der Lehrer eine besondere Blume entdeckt, fragt Edwin nach ihrer Bezeichnung. Sie heißt Zeitlose. Der Lehrer erklärt, dass die Blume wie die Menschen ist. Denn wie die Blume ist der Mensch nicht unsterblich und muss in ihrer Lebenszeit einige schwere Phasen durchlaufen. Wie bei der Blume kann das Leben eines Menschen schnell vorbei sein, weshalb man die Lebenszeit, die man hat, nutzen muss. Daraufhin bedankt sich Edwin bei seinem Lehrer und beide bewegen sich nach Hause.

## Die Donner Gottes (S. 78–80)
Die Erzählung handelt von Nathan, welcher ein hilfsbereiter Rabbi für seine Gemeinde ist. Jedoch wendet Nathan sich immer mehr zum evangelischen Glauben. Was dazu führt, dass dieser sein Amt verliert und sich nach Hause zu seiner Tochter Thirza zieht, die in dieser Zeit von ihrem Vater reichlich belehrt und erzogen wird. Als es eines Tages stark anfängt zu donnern, erklärt Nathan seiner Tochter die Entstehung des Donners, indem er sich auf die Bibel bezieht. Laut seiner Erklärung bedeutet der Donner, dass Gott spricht. Der Donner steht für die offenbarte Liebe, „denn Gott ist die Liebe!“ (1 Joh 4,16 ).

## Heinrich von Ofterdingen (S. 81–92)
Heinrich von Ofterdingen reist mit seiner Mutter und einigen Kaufleuten von Thüringen nach Augsburg. Als sie in einem Augsburger Wirtshaus ankommen, sehen sie einen Mann, der Fragen von vielen Leuten, die um ihn herum sitzen, beantwortet. Er wird als der „Schatzgräber“ bezeichnet. Der Schatzgräber erzählt, dass er sich schon seit seiner Kindheit für jede Kleinigkeit die mit den Bergen zu tun haben, interessiert. Damals meinte ein Herr zu ihm, dass er sich in Böhmen als Bergmann bewerben soll, um seine Neugier stillen zu können. Auf dem Weg dahin traf er zwei Bergleute, welche ihn zu dem Steiger schickten. Dieser wurde von der Neugier des Jungen für die Berge überzeugt und stellte ihn sofort ein. Der Steiger zeigte und erklärte ihm alles über deren Arbeit. Der neugierige Lehrling empfand die Bergleute als sehr nette Menschen und schon früh begann der junge Schatzgräber sie alle als Helden anzusehen, da sie gefährliche und aufregende Arbeit leisteten. Als er an seinem ersten Arbeitstag mit seiner Laterne in die Tiefe kam und die Geräusche wahrnahm, verspürte er eine große Freude. Am 12. März hatte er sein erstes großes Erfolgserlebnis, da er den König der Metalle erblickte. Der Schatzsucher erklärt, dass vieles seinem Meister zu verdanken ist, da dieser das Bergwerk nicht nur auf Vordermann gebracht hat, sondern auch den Herzog von Böhmen zu vielen Schätzen verholfen hat. Sein Meister namens Werner mochte die Eigenschaften des jungen Schatzmeisters, weshalb er ihn zu seinem Sohn machte und ihn mit seiner Tochter verheiratete, als dieser zum Hauer anerkannt wurde. Ab diesen Moment lebten die beiden zusammen und bekamen mehrere Kinder, die der Meister noch kennenlernen durfte, bis er letztendlich starb. Er spricht vom verstorbenen Meister in den höchsten Tönen und bewundert ihn sowohl für seine Arbeit als auch dafür was er für seine Mitmenschen geleistet hat. Als der alte Schatzsucher weiter von seinen Tätigkeiten als Bergarbeiter berichtet, fragt Heinrich, ob ihn Lieder bei seiner Arbeit begleitet haben. Dies bestätigt der Alte, indem er ein Lied über die Berge singt.

## Das erste Gewitter (eine Parabel) (S. 93–96)
Die Erzählung handelt von einem Mann namens Adam, der mit seiner Lebensgefährtin Eva, dessen in der Natur liegendes Haus, verlässt, da sie sich dort gefangen fühlen. Als sie loslaufen, spüren sie das schwüle Wetter an dem warmen Sommertag bis zu dem Zeitpunkt, an dem sich die Wolken zusammenziehen und die Sonne sich zurückzieht. Daraufhin erscheinen Blitze und der Donner kommt zum Vorschein. Adam sagt seiner Frau, dass der Gott Jehovah Elohim für das Gewitter verantwortlich ist, der die beiden sucht und dann töten will. Die Frau sieht das anders und ist sich sicher, dass Jehova Elohim ihnen nichts Böses will. Ihre Vermutung wird bestätigt, indem sich das Gewitter langsam zurückzieht und die Tiere wieder aus dem Wald kommen. Eva weiß, dass der Gott sie und ihre Hütte nicht zerstören würde.

## Martha am Krankenbette ihres Vaters (S. 96–99)

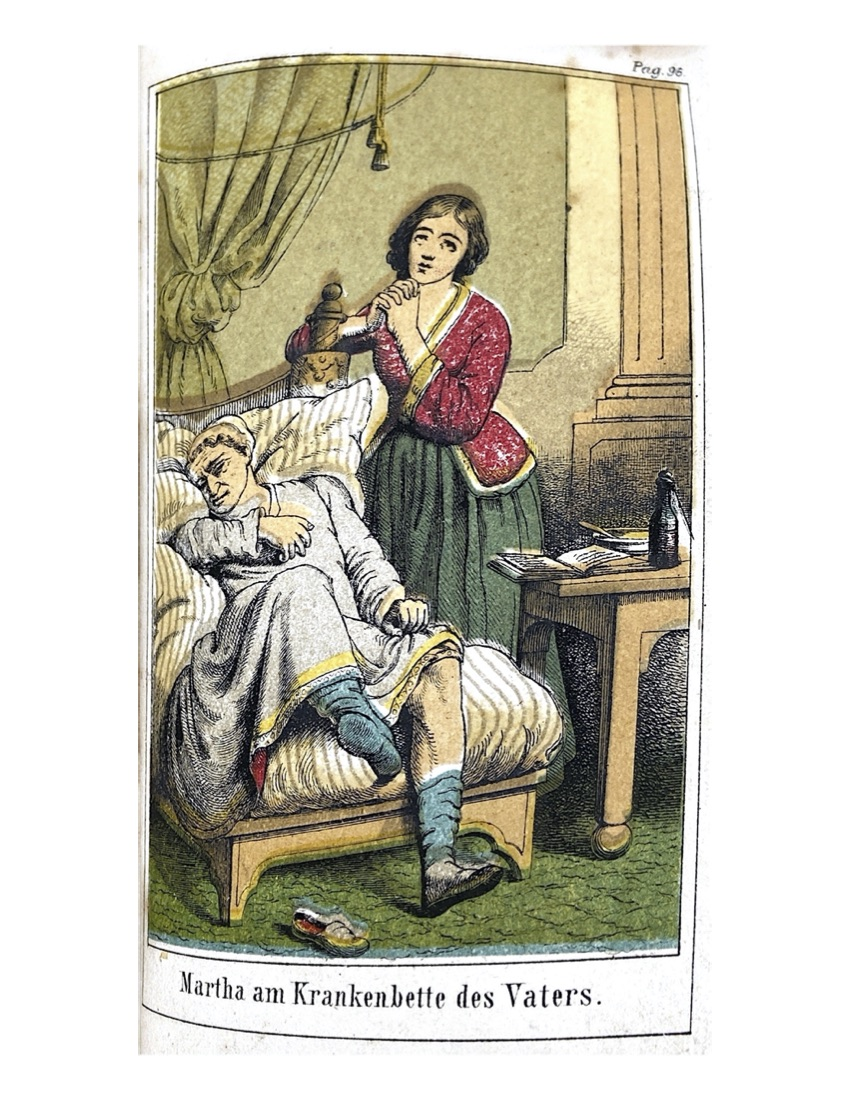
„Martha am Krankenbette ihres Vaters“ (farbiges Bild zur Erzählung)

Der gebildete Landwirt Schreiber legt sehr viel Wert auf die Bildung seiner Kinder. Sein erster Sohn Wilhelm wurde Geometer und sein zweiter Sohn Fritz wurde Mechaniker. Sein dritter Sohn Heinrich wurde Ackermann und übernahm den Hof seines Vaters. Um ihn soll es in dieser Erzählung gehen. Heinrich heiratet eine reiche, jedoch sehr eigensinnige Frau, die nichts von Haushaltsführung versteht. Als die Gemeinde, in der Heinrich lebt, unter französische Herrschaft fällt, wird er zum Gemeindevorsteher gewählt. Dadurch hat er kaum noch Zeit, um sich um seinen Hof zu kümmern und zu allem Überfluss stirbt seine Frau kurze Zeit später. Die einzige Tochter von Heinrich und seiner Frau heißt Martha und lebt bei den Großeltern. Dort erhält sie eine häusliche und fromme Erziehung. Heinrich ist mit seinen Aufgaben überfordert, fängt an zu trinken und hofft auf das Erbe seiner Schwiegereltern. Diese vererben jedoch Martha ihr gesamtes Vermögen, woraufhin ihr Vater so sauer ist, dass er nicht möchte, dass Martha nachhause kommt. Als die Fremdherrschaft der Franzosen endet, wird Heinrich nicht erneut zum Vorstand gewählt. Dies kränkt ihn so sehr, dass er ein schweres Fieber bekommt. Daraufhin pflegt Martha ihren Vater und bringt Haus und Hof in Ordnung. Als es Heinrich endlich besser geht, dankt er Gott für seine Tochter. Er erkennt, dass die Krankheit ein Segen für ihn war und dass er sein Leben nun ändern möchte.

## Der arme Flor (S. 99–114)
Diese Erzählung trägt sich im Herbst zu. Der zehnjährige Knabe Florentin, genannt Flor, ist zehn Jahre alt. Er ist ein bettelnder Knabe, dessen Mutter Helena acht Tage zuvor verstorben ist. Flor betet, dass er eine Unterkunft findet und im Winter nicht frieren und hungern muss. Als er herumwandert fragt er ein gleichaltriges Bauernmädchen namens Rosine, ob er Rüben von dem Feld essen darf, auf dem sie ihre Ziege weidet. Rosine hat daraufhin Mitleid mit dem Jungen und teilt ihr Nachmittagsbrot mit ihm. Die Kinder unterhalten sich eine ganze Weile und Rosine bindet Flor einen schwarzen Stofffetzen um den Arm, um ihn wegen des Todes seiner Mutter als Trauernden zu kennzeichnen. Rosine erklärt Flor, dass er leider nicht mit ins Dorf kommen kann, da ihn dort der Nachtwächter wegscheuchen würde. Er solle jedoch zum wohlhabenden Kohlenbrenner Ruprecht Kehl gehen, der oft Verjagte aufnimmt. Ruprecht Kehl ist 70 Jahre alt und seine Frau ist vor einigen Jahren verstorben. Er hat eine Tochter, die selbst keine Kinder hat und mit dem Bauern Lorenz verheiratet ist. Die Tochter von Ruprecht Kehl, ihr Name ist Martha, willigt ein, den Jungen für ein paar Tag bei sich aufzunehmen und ihn zu behalten und zu erziehen, wenn er sich benimmt. Lorenz merkt sehr schnell, dass der Junge ein gutes Herz hat, und möchte ebenfalls, dass der Junge bleibt. Flor wird neu eingekleidet und bekommt ein eigenes Zimmer. Außerdem darf er zur Schule gehen und soll in seiner Freizeit im Haushalt helfen. Rosine hilft Flor dabei, das ABC zu lernen. Florentin benimmt sich sehr gut und entwickelt sich unter der Fürsorge von Martha und Lorenz prächtig.

## Die Thräne (S. 114–118)
Ein guter Tischler wurde von einem Kaufhaus eingestellt. Der Kaufmann des Hauses bestellt beim Tischler für hunderte Taler Möbel für seine Tochter. Der Tischler braucht jedoch erstmal Geld, um die Materialien für den Auftrag zu besorgen. Er wendet sich an einen Bucherer, der ihm einen Kredit für die ersten zwei Monate gibt. Der Tischler erschafft einige Möbel und erhält von einigen großes Lob. Der Kaufmann ist ebenfalls beeindruckt von der Arbeit des Tischlers und stellt ihn daraufhin als persönlichen Tischler ein. Der Tischler freut sich einerseits über den guten Kunden, geriet aber andererseits in Sorge, da er bis jetzt immer noch keine Zahlung erhalten hat und bald seine Schulden beim Bucherer begleichen muss. Die Ehefrau des Tischlers überredet ihren Mann den Kaufmann nach seiner Bezahlung zu fragen. Als der Tischler seinen großen Kunden darauf anspricht, erklärt dieser ihm, dass man keine Arbeit anzunehmen hat, wenn man kein Kapital hat und obwohl dieser nur jedes halbe Jahr zahlt, macht er beim Tischler eine Ausnahme und gibt ihm nicht nur sein Gehalt, sondern beschließt sein Kreditgeber zu werden, da er von der Arbeit des Tischlers so begeistert ist. Der Tischler ist überglücklich.